# Salticus amitaii
Salticus amitaii är en spindelart som beskrevs av Prószynski 1999 [2000. Salticus amitaii ingår i släktet Salticus och familjen hoppspindlar. Inga underarter finns listade i Catalogue of Life.